# Nearcha resignata
Nearcha resignata là một loài bướm đêm trong họ Geometridae.